# داوریو
داوریو (به ایتالیایی: Daverio) یک کومونه در ایتالیا است که در استان وارزه واقع شده‌است.

## خصوصیات
داوریو ۴٫۰ کیلومترمربع مساحت و ۲٬۷۵۱ نفر جمعیت دارد.